# Skrallarberget
Skrallarberget este o arie protejată (arie specială de conservare — SAC, sit de importanță comunitară — SCI, arie de protecție specială avifaunistică — SPA) din Suedia întinsă pe o suprafață de 86,9 ha, integral pe uscat.

## Localizare
Centrul sitului Skrallarberget este situat la coordonatele 60°41′56″N 13°07′43″E / 60.6989°N 13.1286°E.

## Înființare
Situl Skrallarberget a fost declarat sit de importanță comunitară în aprilie 2004 pentru a proteja 4 specii de animale. Alte tipuri de protecție:
- arie de protecție specială avifaunistică (în aprilie 2004)[2]
- arie specială de conservare (în martie 2011)[1][3][4]

## Biodiversitate
Situată în ecoregiunea boreală, aria protejată conține 4 habitate naturale: Mlaștini împădurite, Lacuri și iazuri distrofice naturale, Taiga vestică, Mlaștini turboase de tranziție și turbării mișcătoare.
La baza desemnării sitului se află mai multe specii protejate de  păsări (4): minunița (Aegolius funereus), ciocănitoare neagră (Dryocopus martius), ciocănitoare de munte (Picoides tridactylus),  cocoș de munte (Tetrao urogallus).